# 基濟夫卡河
基濟夫卡河（烏克蘭語：Кизівка），是烏克蘭的河流，位於該國西北部，屬於維熱夫卡河的支流，發源自帕里杜比以西，流經沃倫州，河道全長23公里，河口處在新維日瓦東北面。